# Genómica personalizada
La genómica personalizada, o "genética personalizada" en relación con el tratamiento ante una enfermedad de un paciente concreto, es la administración de un fármaco o conjunto de fármacos más idóneos y en las dosis adecuadas para cada paciente concreto a la vista de su individualidad química y genética. Se apoya tanto en el conocimiento de la naturaleza molecular de las enfermedades, como en la individualidad química que posee cada paciente. El diagnóstico molecular permite una aplicación precisa de cada fármaco en cada paciente. El objeto no es otro que mejorar la eficacia para cada paciente y eliminar o disminuir los efectos secundarios de otras terapias más generalistas.
Es también denominada "medicina personalizada", "medicina individualizada", o "medicina personalizada genómica", pero son expresiones ambiguas. Alejado de este significado, el término medicina personalizada también se usa para referirse a una atención más confortable al paciente hospitalario —habitación individual, sala privada para familiares, tratamiento cercano, etc.—.

## Nacimiento de la genómica personalizada
Supone un cambio tanto cualitativo como cuantitativo de la medicina predictiva gracias a las posibilidades técnicas y el conocimiento del genoma humano, de las variaciones genéticas, de la genómica y la farmacogenómica, de la medicina genómica, de la trasncriptómica, proteómica, metabolómica, bioinformática y de otras especialidades científicas que han permitido el desarrollo de la medicina predictiva al obtener un conocimiento más amplio de la complejidad de las enfermedades y, por lo tanto, la posibilidad de aplicar los fármacos más adecuados así como el desarrollo de fármacos a la carta.
La comprobación de dicha eficacia es previa al tratamiento y se desarrolla en laboratorio mediante pruebas y tests sobre tejidos o muestras in vitro del paciente.
Los avances en farmacogenética y farmacogenómica ofrecen los instrumentos que permiten prescribir drogas sin necesidad de experimentar o probar con el paciente concreto. Se consigue tanto identificar la mejor droga como su dosis más segura y efectiva según el genotipo individual de cada paciente. Estos avances reducen la necesidad de hospitalización y una reducción de costes asociados.

## Aplicaciones

### Cánceres hematológicos: leucemia, linfoma y mieloma múltiple
Para el tratamiento de cánceres hematológicos como los distintos tipos de leucemia, linfoma y mieloma múltiple está extendiéndose el uso de los tests de genómica personalizada que permiten una adecuación del tratamiento al paciente.
La adecuación del mejor tratamiento al paciente se puede establecer mediante un test que permite determinar el tratamiento óptimo para cada paciente dependiendo de sus variabilidades genéticas. Desde 2011 se dispone de un test que permite, mediante citrometría de flujo, conocer el anticuerpo más eficaz y por lo tanto corregir o proponer el tratamiento más adecuado al paciente concreto. La identificación de los fármacos más eficaces en eliminar selectivamente las células cancerígenas presentes en la muestra del paciente en el ámbito de los cánceres hematológicos (leucemia, linfoma y mieloma múltiple) supone un avance tanto en la eficacia del tratamiento como en la reducción de efectos secundarios.